# Megafil·le

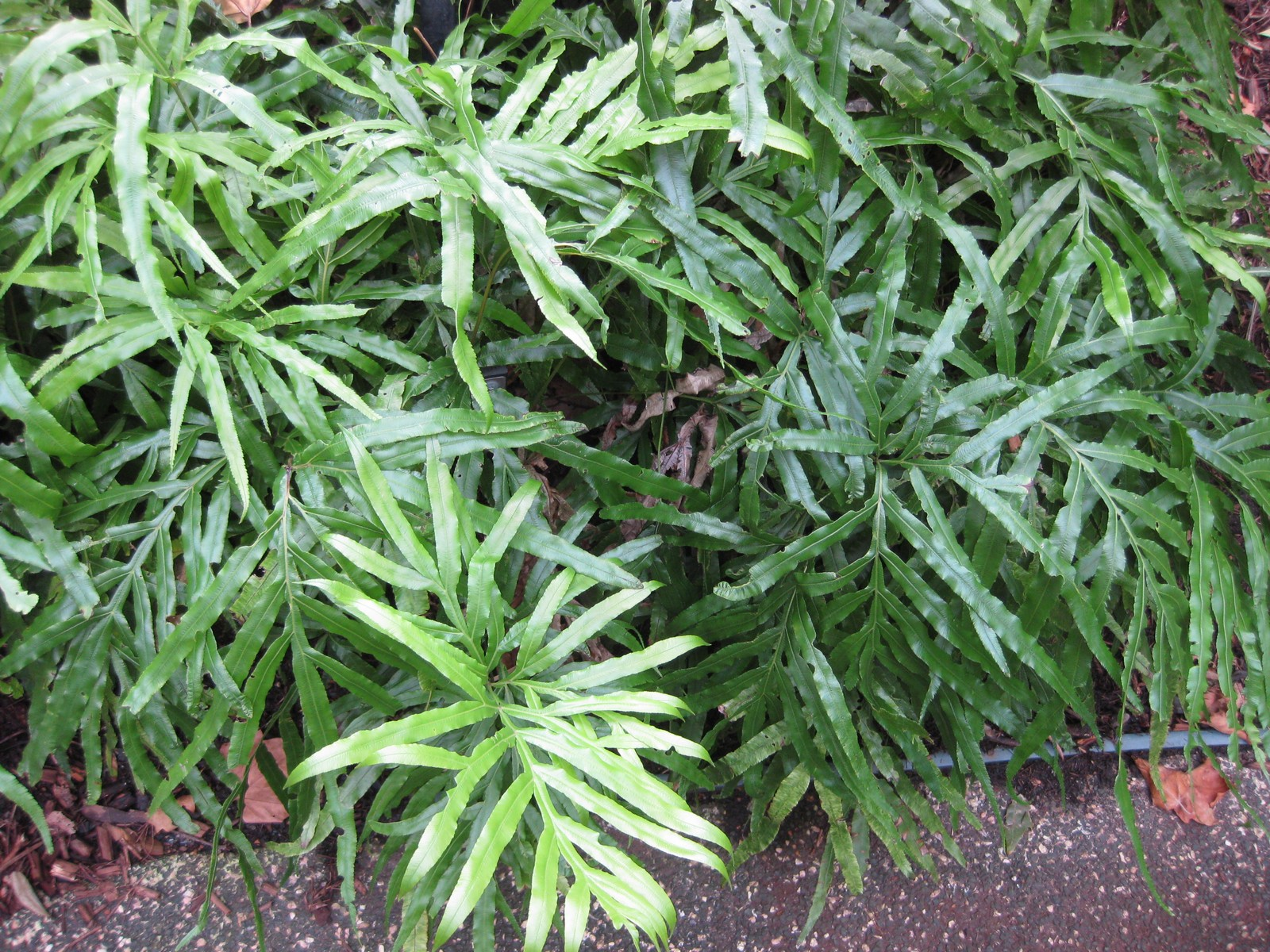
Megafil·les en Pteris

Un megafil·le és un tipus de fulla aplanada que pot tenir grans dimensions, l'eix vascular de la qual deixa unes interstici foliar en l'estela, pròpia de les plantes vasculars superiors, originada evolutivament a partir d'un conjunt de telomes. Es distingeixen dels microfil·les en el fet que aquests tenen una sola nervadura, metre que els megafil·le en tenen diverses.

## Formació
El creixement dels megafil·les es deu a l'activitat d'un meristema apical persistent, l'activitat del qual contràriament al que passa en les espermatòfites, es perllonga durant molt de temps després que la fulla s'hagi desplegat. Les frondes simples presenten una làmina allargada sencera, per exemple en el genere Ophioglossum encara que pugui ser pinnatífida o pinnatisecta. En les frondes dividides la làmina pot ser pinnada amb raquis simple (com en Polypodium vulgare) o bipinnada o tripinnada amb raquis primari i raquis secundaris o terciaris (como en Polystichum filix-mas). La venació més freqüent de les frondes és la venació dictòmica oberta, encara que també pugui ser reticulada, similar a la de las espermatòfites, como és el cas de Ophioglossum.

## Tipus de megafil·le
Les diferents formes que prenen les nervadures dels megafil·les fan que hi hagi diferents tipus:
- Nervadura pinnada (fig. a): hi ha un nervi principal, continuació del pecíol, que recorre el limbe des de la base fins a l'extrem (l'àpex) i uns nervis secundaris, més prims, que surten del principal a banda i banda, recordant la forma de les barbes d'una ploma (d'aquí el nom pinnada, derivat de penna, que són les plomes grosses de les ales i la cua dels ocells).
- Nervadura reticulada o anastomitzada (fig. b): el nervi principal se subdivideix en nervis secundaris i, aquest, a la vegada, en nervis d'ordre inferior fent un reticle.
- Nervadura paral·lela (fig. c): tots els nervis neixen a la base de la fulla i la recorren paral·lels.
- Nervadura palmada (fig. d): no hi ha un nervi principal, sinó que hi ha uns quants nervis semblants que surten de l'extrem del pecíol.
- Nervadura flabel·lada (fig. e): no hi ha un nervi principal, sinó que hi ha uns quants nervis semblants que surten en forma de ventall obert.